# Anna Knol
Anna Knol (Nibbixwoud, 13 juni 2001) is een Nederlands voetbalspeelster. Ze speelt als verdediger voor FC Twente.

## Clubcarrière
Anna Knol begon in seizoen 2017/18 voor vv Alkmaar in de Nederlandse Eredivisie. In 2020 tekende ze bij Empoli, om in de Italiaanse Serie A te gaan spelen.
In de zomer van 2022 komt ze weer naar Nederland, om voor Fortuna Sittard terug in de Vrouwen Eredivisie te gaan voetballen. Na twee jaar verruilde ze Fortuna Sittard voor een overstap naar landskampioen FC Twente.

## Statistieken
| Seizoen | Club            | Land      | Competitie | Wedstrijden | Doelpunten |
| ------- | --------------- | --------- | ---------- | ----------- | ---------- |
| 2017/18 | vv Alkmaar      | Nederland | Eredivisie | 18          | 0          |
| 2018/19 | vv Alkmaar      | Nederland | Eredivisie | 18          | 5          |
| 2019/20 | VV Alkmaar      | Nederland | Eredivisie | 9           | 2          |
| 2020/21 | Empoli          | Italie    | SAW        | 13          | 1          |
| 2021/22 | Empoli          | Italie    | SAW        | 16          | 0          |
| 2022/23 | Fortuna Sittard | Nederland | Eredivisie | 20          | 0          |
| 2023/24 | Fortuna Sittard | Nederland | Eredivisie | 22          | 0          |
| 2024/25 | FC Twente       | Nederland | Eredivisie | 21          | 0          |
| Totaal  | Totaal          | Totaal    | Totaal     | 137         | 8          |

Laatste update: 14 juli 2025

## Interlandcarrière
In maart 2017 speelde Knol met Oranje O17 haar eerste internationale wedstrijd.
1 De Jong ·
2 Everaerts ·
4 Carleer ·
5 Knol ·
6 Groenewegen ·
7 Hulst ·
8 Van Ginkel ·
9 Ravensbergen ·
10 Van Dooren ·
11 Tuin ·
12 Vliek ·
14 Rijsbergen ·
15 Diekman ·
16 Lemey ·
17 Andradóttir ·
18 Te Brake ·
19 Proost ·
20 Van Dijk ·
21 Oude Elberink ·
22 Bussman ·
23 Verdaasdonk ·
24 Galic ·
25 Van der Vegt ·
26 Vissers ·
29 Ivens ·
Coach: Pot
· Assistent-coach: Bakker